# Günter Volkmar
Günter Volkmar (* 28. Februar 1923 in Essen; † 22. Februar 2006 in Düsseldorf) war ein deutscher Gewerkschafter und von 1989 bis 1988 Vorsitzender der Gewerkschaft Gewerkschaft Handel, Banken und Versicherungen HBV (heute ver.di).

## Werdegang
Volkmar war der Sohn eines Angestellten und besuchte ein Realgymnasium bis zum Abitur. Im April 1941 wurde er zum Reichsarbeitsdienst, dann als Funker zum Kriegsdienst einberufen. Nach Kriegsende studierte er Rechtswissenschaft und Volkswirtschaft in Marburg. Das Studium schloss er mit dem Ersten Juristischen Staatsexamen ab. Im Juni 1949 wurde er Mitglied der damaligen Gewerkschaft HBV, einer der Vorgängergewerkschaften der heutigen Gewerkschaft ver.di. Direkt nach seinem Eintritt wurde er hauptamtlicher Gewerkschafter. Zunächst wurde er Gewerkschaftssekretär für Arbeitsrecht für die Bereiche Banken und Versicherungen beim Hauptvorstand. 1955 wurde er in den geschäftsführenden Hauptvorstand der HBV, verantwortlich für die Bereiche Arbeitsrecht, Banken, Versicherungen und Tarifpolitik, gewählt. Mitglied der SPD wurde er 1956. 1976 wurde er 2. Vorsitzender und 1980 dann Vorsitzender der HBV. Dies blieb er bis 1988.
Neben seiner hauptamtlicher Tätigkeit bei der HBV war er unter anderem Vorstandsmitglied der Hans-Böckler-Stiftung und Mitglied des DGB-Bundesvorstandes. Außerdem engagierte er sich für unterdrückte Gewerkschafter in Südafrika während der Apartheid.